# Беркутовский сельсовет
Беркутовский сельсовет — сельское поселение в Каргатском районе Новосибирской области Российской Федерации.
Административный центр — село Набережное.

## История
Статус и границы сельского поселения установлены Законом Новосибирской области от 2 июня 2004 года № 200-ОЗ «О статусе и границах муниципальных образований Новосибирской области»

## Население
| 2002  | 2010  | 2012  | 2013  | 2014  | 2015  | 2016  |
| ----- | ----- | ----- | ----- | ----- | ----- | ----- |
| 2067  | ↘1701 | ↘1685 | ↘1675 | ↗1695 | ↘1664 | ↘1649 |
| 2017  | 2018  | 2019  | 2020  | 2021  |       |       |
| ↘1627 | ↘1607 | ↘1574 | ↘1515 | ↘1488 |       |       |

## Состав сельского поселения
| № | Населённый пункт  | Тип населённого пункта       | Население |
| - | ----------------- | ---------------------------- | --------- |
| 1 | Безлюдный         | посёлок                      | ↘175      |
| 2 | Беркуты           | деревня                      | ↘115      |
| 3 | Гавриловка        | посёлок                      | ↘292      |
| 4 | Набережное        | село, административный центр | ↘1021     |
| 5 | Старомихайловский | посёлок                      | ↘98       |